# Leonardo Genoni
Leonardo Genoni (Semione, 28 agosto 1987) è un hockeista su ghiaccio svizzero professionista che gioca nel ruolo di portiere..

## Palmarès

### Mondiali
- 3 medaglie:
  - 3 argenti (Danimarca 2018, Repubblica Ceca 2024, Svezia e Danimarca 2025)